# Мага, Пётр Петрович
Пётр Петрович Мага (укр. Петро Петрович Мага; род. 12 июля 1971, Соломоново) — украинский телеведущий, актёр и автор песен. Телеведущий канала 112 Украина (с 2017 года). Народный артист Украины (2015).

## Биография
Родился 12 июля 1971 года в селе Страж (Соломоново) Ужгородского района Закарпатской области в семье железнодорожников. Его дед был репрессирован, срок отбывал в Пермьлаге. По словам Михаила Саакашвили, мать Петра Маги помогла ему вылечится от пневмонии в 1986 году, когда будущий политик проходил срочную службу в пограничных войсках КГБ СССР в Закарпатской области
Мага учился в средней школе № 1 в городе Чоп, где обучение велось на русском языке. В школьные годы с театром «Ровестник» стал призёром на театральном фестивале агитколлективов СССР во Львове. Окончил актёрский факультет (мастерская профессора Валентины Зимней) Киевского государственного института театрального искусства имени И.Карпенко-Карого (1989—1993).
Трудовую деятельность начал в 1987 году слесарем-дизелистом на локомотивном депо «Чоп».
С 1993 по 1999 год являлся актёром Театра имени О. Кобылянской в Черновцах, где сыграл 19 главных ролей. С 1999 года — режиссёр Театра песни Павла Зиброва. Являлся сценаристом и режиссёром концертных постановок в Национальном дворце «Украина». Автор пьесы «Задунаец за порогом», поставленной в Театральной компании «Бенюк-Хостикоев». С 2014 года — художественный руководитель театра «Личности», располагающийся в киевском микрорайоне Теремки. Для театра Мага пишет пьесы, является исполнителем главных ролей.
Пётр Мага — автор более 200 песен для таких исполнителей как Павел Зибров, Ирина Билык, Таисия Повалий, Лариса Долина, Иосиф Кобзон, Иво Бобул и Лилия Сандулеса. Был ведущим стадионного представления на матчах киевского «Динамо» и национальной сборной Украины. Автор «Гимна болельщиков» для сборной Украины и гимна Киевского университета имени Бориса Гринченко.
С 1999 по 2007 год на Первом национальном вёл программу «Телефортуна». С 2008 по 2017 год — соведующий Савика Шустера в его передаче Шустер Live. В 2008 году вёл передачу «100 украинцев» на ТРК «Украина». Во время чемпионата мира по футболу 2010 года вместе с Василисой Фроловой был ведущим программы «Африканские страсти» на Первом национальном. С 2011 года — ведущий футбольного ток-шоу «Украинский страсти» на Пятом канале.
В марте 2017 года перешёл на канал 112 Украина, где стал соведущим программы «Вечерний прайм». С декабря 2018 года — ведущий авторской программы «Мага» на 112 канале, а с февраля 2019 года — ведущий ток-шоу «Голос народа».
В 2021 году перешёл на канал Первый независимый, где стал ведущим программы «Мага» и ток-шоу «Голос народа».
Профессор кафедры тележурналистики и мастерства Киевского университета культуры.

### Общественная и политическая деятельность
Член наблюдательного совета Академии искусств имени Павла Чубинского. Член Украинского агентства по авторским и смежным правам. Член Общества закарпатцев Киева.
Участник Оранжевой революции, автор песни «Наша Юля» про Юлию Тимошенко. Во время повторных выборов в Верховную раду в 2013 году вёл агитационное мероприятия кандидата Руслана Бадаева. На президентских выборах 2014 года голосовал за Петра Порошенко.

## Награды и звания
- Заслуженный артист Украины (2004)[1].
- Народный артист Украины (21 августа 2015) — «За значительный личный вклад в государственное строительство, консолидацию украинского общества, социально-экономическое, научно-техническое, культурно-образовательное развитие Украины, активную общественную деятельность, весомые трудовые достижения и высокий профессионализм»[19]

## Личная жизнь
Супруга — Татьяна Романская (с 1990 года), однокурсница Маги по Киевскому институту театрального искусства имени И. Карпенко-Карого.
Воспитывает двух дочерей — Марию и Надежду.
Кум — Павел Зибров.